# Fruitadens
Fruitadens – rodzaj niewielkiego dinozaura ptasiomiednicznego z rodziny heterodontozaurów (łac. Heterodontosauridae). Żył w późnej jurze na obecnych terenach zachodniej Ameryki Północnej.

## Historia odkryć
Skamieniałości fruitadensa odkryto u podnóża ogniwa Brushy Basin, w datowanych na wczesny tyton osadach formacji Morrison, na północny zachód od miasta Grand Junction w stanie Kolorado. Holotypem jest LACM 115747 – niekompletny szkielet niemal w pełni dorosłego osobnika obejmujący kości szczęk i kończyn oraz kręgi. Pozostałymi odnalezionymi szczątkami fruitadensów są LACM 115727, składający się z kręgów i kości kończyn fragmentaryczny szkielet dorosłego osobnika, oraz LACM 120478 i LACM 128258 – niekompletne szkielety osobników juwenilnych. Nazwa rodzajowa Fruitadens pochodzi od miasta Fruita, w pobliżu którego odkryto skamieniałości, oraz łacińskiego słowa dens, oznaczającego „ząb”. Epitet gatunkowy gatunku typowego, haagarorum, honoruje rodzinę Haagów, którzy wsparli Muzeum Historii Naturalnej hrabstwa Los Angeles.

## Budowa i paleobiologia

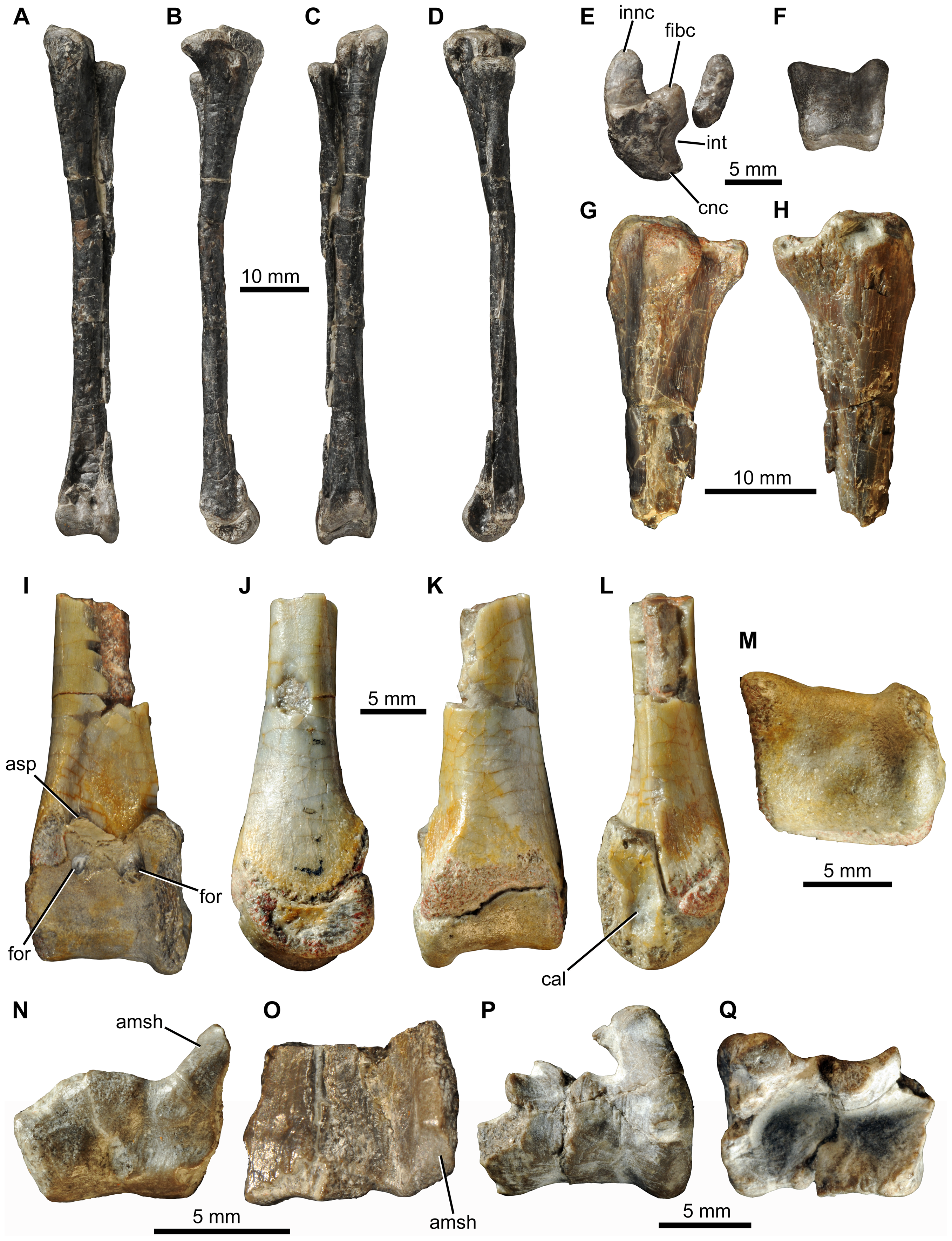
Kości kończyn tylnych

Fruitadens jest jednym z najmniejszych znanych dinozaurów ptasiomiednicznych i zarazem najmniejszych nieptasich dinozaurów w ogóle. Dwa największe odnalezione osobniki, LACM 115747 i LACM 115727, to młode dorosłe, które zginęły prawdopodobnie w piątym roku życia. Ich długość szacuje się na 65–75 cm, a masę na 0,5–0,75 kg. Przeprowadzone analizy histologiczne sugerują, że w takim wieku tempo wzrostu znacząco spadało, a rozmiary są bliskie maksymalnym. Mniejszy osobnik, LACM 120478, osiągnął około 80% wielkości LACM 115747 oraz LACM 115727 i prawdopodobnie zginął w drugim roku życia.
Ogólną budową Fruitadens przypominał heterodontozaura – miał stosunkowo krótkie kończyny przednie i wydłużone dystalne części nóg, co sugeruje, iż był dwunożnym, biegającym zwierzęciem. Budowa kości udowej przypomina występującą u niektórych bazalnych teropodów, takich jak Dilophosaurus. Pod względem budowy żuchwy i uzębienia heterodontozaurydem najbardziej przypominającym fruitadensa jest jednak Tianyulong. Uzębienie fruitadensa było bardziej plezjomorficzne niż u innych heterodontozaurów. W szczęce nie występowały charakterystyczne dla Heterodontosauridae duże zęby przypominające kły, były one jednak obecne w żuchwie. Prawdopodobnie Fruitadens był wszystkożercą, jednak istotny składnik jego diety stanowiły rośliny, choć mniejszy niż u wcześniejszych przedstawicieli Heterodontosauridae (choć Sereno sugeruje, że wszystkie heterodontozaury były wyłącznie lub w zdecydowanej większości roślinożerne). Brak powierzchni starcia i plezjomorficzna budowa zębów sugerują, że Fruitadens, podobnie jak inne późne heterodontozaury – Tianyulong i Echinodon – był w stanie wykonywać szczękami jedynie proste ruchy góra-dół i nie rozcierał pokarmu ruchami żującymi. Tomografia komputerowa wykazała, iż u fruitadensa – przynajmniej do osiągnięcia dojrzałości – zęby były aktywnie zastępowane nowymi.

## Systematyka
Według przeprowadzonej przez Richarda Butlera i współpracowników (2010) analizy filogenetycznej Fruitadens jest heterodontozaurydem bliżej spokrewnionym z wczesnojurajskim Heterodontosaurus tucki niż z wczesnokredowym Echinodon becklesii, odwrotnie niż analiza przeprowadzona przez Paula Sereno (2012). Obie te analizy potwierdzają jednak, że Fruitadens do bazalny przedstawiciel Heterodontosauridae. Dokładny opis osteologii fruitadensa wskazuje, że cechy pozaczaszkowe tego taksonu zwiększają wsparcie dla monofiletyzmu Heterodontosauridae, natomiast cechy czaszki nieznacznie je osłabiają (ogólnie jednak pozostaje ono wysokie).